# Xbus
X Bus er et system af ekspresbusser i Jylland, der særligt sørger for forbindelse mellem byer, der ikke umiddelbart er forbundet af tognettet. X Busserne kører gerne over lange afstande med få stop, fortrinsvist i større byer, hvilket minimerer rejsetiden. X Busserne bruges bl.a. meget af unge, der i weekenderne rejser mellem studiested og hjemby.
X Bus består pr. 2022 af 12 forskellige direkte ruter med få stop. Ruterne identificeres af et trecifret nummer, der starter med 9 (mellem 900 og 980) og efterfølges af X. Busserne kendes ved deres karakteristiske lyseblå farve. Der gælder de sædvanlige takster, og X Busserne kan derfor benyttes i flæng med de almindelige busser. I større byer kan der dog være bestemmelser om, at X Busserne ikke må benyttes til lokale rejser indenfor disse.
X Bus drives af de tre regionale trafikselskaber Nordjyllands Trafikselskab, Midttrafik og Sydtrafik. Nordjyllands Trafikselskab bruger dog betegnelsen eksprebus men med X i linjenumrene som de andre.

## Historie
Forløberen for X Busserne var E-busserne, der blev indført 2. juni 1991 af trafikselskaberne i de dengang syv jyske amter. Baggrunden var en reform af DSBs InterCity-system, og at private vognmænd havde planer om et fjernbusnet. Til at begynde med var der 19 ruter i et sammenhængende net, der forbandt de større byer over det meste af Jylland. Blandt andet fungerede Vejle, Viborg, Aarhus og Aalborg som knudepunkter. Systemet blev oprindeligt kaldt for E-Bus/Weekend, idet princippet var at der kørtes fredag eftermiddag og aften. Det forhindrede dog ikke, at en del af ruterne også kørte på hverdage. De enkelte ruter havde et E bagpå linjenummeret, hvilket i forvejen kendtes fra ekspresbusserne i Nordjylland og i HT-området. Takstsystemerne var dem de enkelte trafikselskabet benyttede. Ruterne krydsede højst en amtsgrænse undervejs, da mere ellers ville have krævet tilladelse fra Persontrafikrådet.
Ved køreplansskiftet i maj 1992 blev systemet udvidet til 24 ruter, og i 1993 fik alle ruter 900-numre. Desuden var der nu mere kørsel på hverdage end i weekenden. Ruternes længde varierede fra 38 til 163 km, idet en gennemsnitlig passager rejste ca. 32 km. Ifølge en rapport fra Trafikministeriet gav 13 ruter overskud, syv underskud og fire var neutrale. Der blev benyttet ca. 75 busser, hvoraf en del havde ekstra komfort. En del af busserne kørte dog også på almindelige ruter, og det vurderedes at det reelle behov for E-busserne var på ca. 40 busser. I øvrigt bemærkedes at passagerne overvejende benyttede E-busserne som et uafhængigt system i stedet for som tilbringer til InterCitytogene.
29. oktober 1995 blev E-busserne erstattet af X Busserne. Mange af ruterne var dog de samme, der bare fik et X bagpå linjenumrene i stedet for et E. Fra starten var der 20 ruter, heraf fem weekend-ruter. Grundprincippet var fortsat kørsel med komfortable busser og med færre stop undervejs end de almindelige busruter. Et nyt tiltag var dog, at busserne som udgangspunkt var malet lyseblå og med store hvide X'er på siderne og fronten. En anden forskel var, at Ribe Amt ikke længere var med i samarbejdet og Ringkøbing Amt kun delvist. De øvrige amter kunne til gengæld glæde sig over, at passagertallet steg med ca. 40 % i løbet af det første år som følge af køreplansudvidelser og en vellykket reklamekampagne.
Fra 1. oktober 2001 til 23. marts 2002 blev der gjort forsøg med X Busser på Bornholm. Der blev kørt to gange om morgenen i hver retning på en rute fra Allinge via Rønne til Nexø.
I en årrække omfattede Xbussamarbejdet desuden linje 980 fra Aalborg via Herning til Esbjerg, der blev drevet af Thinggaard Busser under navnet Thinggaard Express. Da samarbejdet mellem Thinggaard og trafikselskaberne ophørte, blev linjen ændret til en privat linje med samme nummer fra 29. juni 2020 men kun mellem Aalborg og Herning.

### Nedlæggelse af Xbuskonceptet
Xbuskonceptet har siden 1991 kørt i Jylland på tværs af både kommunegrænser, regioner og de tidligere amtsgrænser, men konceptet ser ud til at lakke imod enden. Både Midttrafik, Nordjyllands Trafikselskab, og Sydtrafik er begyndt at arbejde ud fra andre modeller for et "hovednet" end det, Xbuskonceptet hidtil har været. I Nordjylland havde man Pr.  september 2021 totalt nedlagt konceptet og havde ligeledes malet busserne om til trafikselskabets eget design. Ligeledes arbejder man i Nordjyllands Trafikselskab på en omstrukturering af nettet, som eventuelt kan bringe det tidligere E-bus-koncept tilbage, idet at trafikselskabet har omdøbt Xbus til Ekspressbus.  Ekspresbusserne har dog fortsat X som en del af linjenumrene.
Også i Midttrafik og Sydtrafiks områder er man ved at revurdere betydningen af Xbusnettet, idet at regionerne er ved at revurdere de regionale busnet. Midttrafik har således nedlagt en række Xbuslinjer i 2021-2022 og erstattet dem med udvidet kørsel på regionale buslinjer. .

## Ruter
Status pr. 26. juni 2022.
| Nummer | Rute                                                                 | Trafikselskab                           | Bemærkninger |
| ------ | -------------------------------------------------------------------- | --------------------------------------- | --- |
| 900X   | Vejle – Kolding – Christiansfeld – Haderslev – Aabenraa – Sønderborg | Sydtrafik                               | |
| 912X   | Aarhus Rutebilstation – Skanderborg – Horsens – Billund Lufthavn     | Midttrafik / Sydtrafik                  | Nogle afgange kører uden stop mellem Aarhus Hovedbanegård og Billund Lufthavn. På enkelte afgange om natten fra Billund Lufthavn køres via Vejle. |
| 925X   | Aarhus Hovedbanegård – Aarhus Lufthavn                               | Midttrafik                              | Kørsel i tilslutning til flyafgange og -ankomster.                                                                                                |
| 940X   | Viborg – Skive – Nykøbing Mors – Thisted                             | Nordjyllands Trafikselskab / Midttrafik | |
| 944X   | Esbjerg – Grindsted – Billund Lufthavn – Billund                     | Sydtrafik                               | |
| 950X   | Aalborg – Nibe – Løgstør – (Ranum – Rønbjerg)                        | Nordjyllands Trafikselskab              | Ranum og Rønbjerg kun nogle afgange på hverdage men de fleste i weekender.                                                                        |
| 951X   | Aalborg – Aars – Farsø – (Skive – Vinderup – Holstebro)              | Nordjyllands Trafikselskab              | Skive - Holstebro kun enkelte afgange. |
| 954X   | Hadsund – Terndrup – Aalborg – Mariager                              | Nordjyllands Trafikselskab              | |
| 970X   | Aalborg – Fjerritslev – Thisted – (Nykøbing Mors)                    | Nordjyllands Trafikselskab              | Thisted - Nykøbing Mors kun enkelte afgange, ellers forbindelse med linje 940X.                                                                   |
| 971X   | Aalborg – Aabybro – Pandrup – Løkken                                 | Nordjyllands Trafikselskab              | Kun mandag-fredag |
| 973X   | Aalborg – Sæby – Frederikshavn                                       | Nordjyllands Trafikselskab              | På skoledage kører enkelte afgange uden stop mellem Aalborg og Nyholmstrand.                                                                      |
| 974X   | Aalborg – Hjallerup – Dronninglund – Asaa                            | Nordjyllands Trafikselskab              | Kun mandag-fredag. |

## Nedlagte ruter
| Nummer | Nedlagt        | Rute                                                                        | Trafikselskab                           | Bemærkninger |
| ------ | -------------- | --------------------------------------------------------------------------- | --------------------------------------- | --- |
| 901X   | 26. juni 2017  | Aarhus Universitet – Skejby Sygehus – Harlev – Skovby – Silkeborg Vest      | Midttrafik                              | Kun en afgang i hver retning og kun mandag-fredag. Om morgenen kørtes til Aarhus Universitet og om eftermiddagen til Silkeborg Vest.                                                            |
|        |                |                                                                             |                                         | |
| 913X   | 26. juni 2017  | Aarhus – Silkeborg – Billund Lufthavn – (Legoland)                          | Midttrafik                              | Legoland kun i weekenderne. |
| 913X   | 27. juni 2021  | Silkeborg – Galten – Aarhus Rutebilstation – (Aarhus Universitetshospital)  | Midttrafik                              | Kun i myldretiderne. Aarhus Universitetshospital kun en afgang. |
| 914X   | 30. juni 2019  | Viborg – Hammel – Aarhus Rutebilstation                                     | Midttrafik                              | Mandag-torsdag kun en afgang om dagen fra Viborg til Aarhus og ingen modsat. |
| 915X   | 27. juni 2021  | Esbjerg – Ribe – Toftlund – Aabenraa                                        | Sydtrafik                               | Ruten er blevet samlet med den parallelle rute 125 og er omdøbt til 129. Rute 129 udgår fra Ribe.                                                                                               |
| 918X   | 8. august 2021 | Aarhus Rutebilstation – Randers                                             | Midttrafik                              | Myldretidsrute der er erstattet af øget frekvens på 118. |
| 926X   | 30. juni 2019  | Viborg – Hjøllund – Tørring – Vejle                                         | Midttrafik                              | Ruten blev erstattet af en forlængelse af rute 960X, der senere blev forkortet til Silkeborg.                                                                                                   |
| 928X   | 26. juni 2022  | (Holstebro) – Viborg – Randers                                              | Midttrafik                              | Holstebro kun enkelte afgange mandag-fredag og alle søndag. Linjen kørte ikke om lørdagen. Ruten blev erstattet af øget betjening på rute 28 og 63                                              |
| 952X   | 27. juni 2021  | Ringkøbing – Herning – Silkeborg – Aarhus Rutebilstation                    | Midttrafik                              | Ruten blev erstattet af et øget antal afgange på rute 15 og 124. |
| 953X   | 26. juni 2022  | Viborg – Karup – Herning                                                    | Midttrafik                              | Ruten blev erstattet af flere afgange på rute 53. |
| 960X   | 26. juni 2022  | Silkeborg – Viborg – Aalborg                                                | Midttrafik / Nordjyllands Trafikselskab | Ruten blev erstattet af en ny rute 61 fra Viborg og til Aalborg, samt lidt flere afgange på rute 60 fra Viborg og til Silkeborg                                                                 |
| 980    | 29. juni 2020  | (Frederikshavn – Sæby) – Aalborg – Viborg – Herning – (Grindsted - Esbjerg) | Thinggaard Busser                       | Frederikshavn - Aalborg betjentes kun af en afgang fra Frederikshavn. Kun enkelte afgange mellem Herning og Esbjerg. Ruten er overgået til privat forretning og afkortet til Aalborg - Herning. |
|        |                |                                                                             |                                         | |